# Station Oberdrauburg
Station Oberdrauburg is een spoorwegstation aan de Drautalspoorlijn in de gemeente Oberdrauburg (Oostenrijk-Karinthië).